# Air Serbia
Air Serbia es la aerolínea nacional de Serbia (conocida anteriormente como JAT, la antigua compañía de bandera de Yugoslavia), con base en Belgrado. Opera vuelos de cabotaje programados y servicios regionales e internacionales a más de 40 destinos en Europa, África del Norte y Oriente Próximo (próximamente también a Nueva York-JFK), así como también vuelos chárter y otros servicios de leasing. Su aeropuerto principal es el Aeropuerto de Belgrado-Nikola Tesla.
A partir del 1 de agosto de 2013, la marca JAT desaparece y se establece como sucesora a Air Serbia, una aerolínea que en su capital cuenta con la participación del Gobierno de Serbia (51%) y Etihad Airways (49%).

## Historia
La compañía fue fundada el 17 de junio de 1927 como Aeroput (Аеропут). Su primer vuelo internacional fue en 1929 entre Belgrado y Graz, Austria.  En 1937 la expansión de las rutas internacionales y el incremento en el número de pasajeros permitió a Aeroput adquirir el Lockheed Model 10 Electra. Aeroput continuó operando hasta la Segunda Guerra Mundial. El 1 de abril de 1947 el nombre fue modificado a Jugoslovenski aerotransport - JAT (Југословенски аеротранспорт), después a JAT Yugoslav Airlines y finalmente a Jat Airways en enero de 2003.
Tras la Segunda Guerra Mundial Jat retomó sus actividades con una flota de Douglas DC-3 y Junkers Ju 52. Posteriormente adquirió Douglas DC-6B para las rutas de larga distancia y Convair 340 y Convair 440 Metropolitan para las de radio corto. En 1963 se unió a la flota de Jat su primer reactor, un Sud Aviation SE-210 Caravelle 6-N. En 1969 llegó el primero de 16 McDonnell Douglas DC-9-32 y en 1974 los dos primeros de 9 Boeing 727-200.
Las rutas de largo alcance a Norteamérica, Australia y el Lejano Oriente eran realizadas con Boeing 707, llegados a partir de 1970. En 1978 la compañía adquirió el avión de fuselaje ancho McDonnell Douglas DC-10-30 (siendo el Boeing 747-200 la otra opción) para suceder a los Boeing 707 en las rutas de larga distancia, si bien los 707 permanecieron en servicio en los 80 como aviones chárter y de sustitución por avería. La compra del DC-10-30 de fuselaje ancho y largo alcance fue seguida de la adquisición de otro avión de medio radio.
En 1985 Jat era la primera aerolínea europea en hacerse con los Boeing 737-300. Durante esos años la compañía transportó a 5 millones de pasajeros anuales y volaba a 80 destinos en los 5 continentes (19 domésticos, 45 de media distancia y 16 de larga). Jat también construyó un gran hangar para aviones de fuselaje ancho y prueba de motores a reacción.

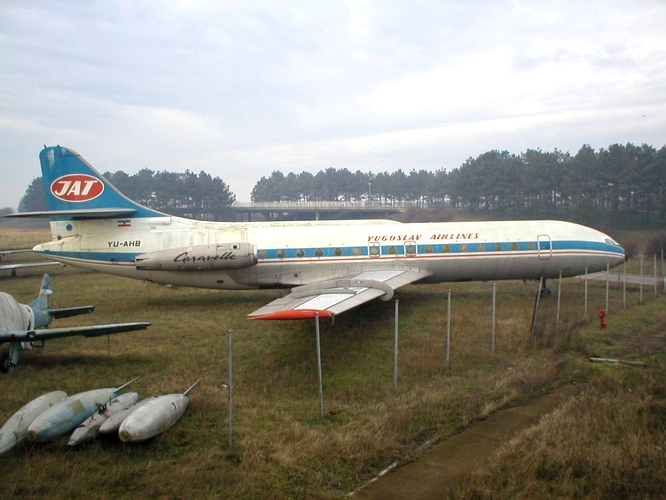
Viejo avión de JAT en el museo del aire de Belgrado

En 1992 la República Federal Socialista de Yugoslavia cayó y Jat cesó todos sus servicios internacionales a causa de la sanciones de la ONU. Durante este tiempo solamente operaba vuelos de cabotaje entre Belgrado, Podgorica, Tivat, Niš, Priština y de forma muy breve también el Aeropuerto de Užice-Ponikve. Finalmente en 1994, Jat reinició sus servicios internacionales renovando la librea de sus aviones. En 1998 Jat encargó 8 Airbus A319. La fecha de entrega original era junio de 2000 pero ha sido aplazada hasta que Airbus reciba 16 millones de dólares. Jat Airways busca renegociar el trato con Airbus.
En abril de 2000 el director general Žika Petrović (Жика Петровић) fue asesinado en un ajuste de cuentas en la puerta de su casa de Belgrado.
Yugoslav Airlines cambió su nombre a Jat Airways el 8 de agosto de 2003 y vendió su último DC-10 el 24 de junio de 2005. Durante ese año la compañía también retiró todos sus 727 y DC-9 del servicio activo. El último DC-9 apto para el vuelo fue alquilado a los Emiratos Árabes Unidos. Jat planeaba sustituir los DC-9 por 2 CRJ-700 cedidos. Su llegada estaba programada para finales de 2006, pero problemas en la gestión del asunto por parte del Gobierno dieron al traste con la operación. La compañía también planeaba reiniciar sus servicios de larga distancia a Norteamérica (Nueva York, Toronto, Montreal y Chicago) en junio de 2005 con dos Boeing 767-200ER que pensaba utilizar en alquiler, pero estos planes fueron pospuestos y modificados. Jat intentó entonces retomar los vuelos a Nueva York y en mayo de 2006 a Toronto con un Boeing 767-200ER cedido. La compañía no obtuvo los permisos necesarios para volar a Nueva York, pero sí recibió autorización para volar a Canadá.
Jat Airways no es miembro de ninguna alianza ni asociación aunque realiza operaciones de código compartido en algunas rutas con Lufthansa, Austrian Airlines, Air France, Alitalia, Aeroflot y B&H Airlines. Jat Airways también tiene acuerdos con Emirates en vuelos a y desde Australia, además viene de lanzar una campaña para conseguir la afiliación a la alianza SkyTeam, con Air France y Alitalia como mejores valedores.
Jat Airways presentó su sistema de reservas en línea en septiembre de 2006 y el de billetes electrónicos en abril de 2007, completando de este modo todas las peticiones pendientes por parte de la organización internacional de compañías aéreas IATA.  
Jat Airways celebró sus 80 años en servicio el 17 de junio de 2007. Durante la temporada de verano de 2007 (25 de marzo - 27 de octubre) Jat Airways realiza 212 vuelos semanales a 38 destinos internacionales.
La aerolínea está totalmente controlada por el Gobierno de Serbia y a fecha de marzo de 2007 contaba con 2.065 empleados.

## Libreas

### Yugoslav Airlines
Cuando el nombre de Yugoslav Airlines apareció por primera vez en 1950 la aerolínea tenía una librea simple y principalmente blanca. Durante esos años en la cola figuraba la bandera yugoslava y en el fuselaje las palabras Yugoslav Airlines. Poco tiempo después la compañía cambió su librea, apareciendo la palabra JAT en la cola escrita en blanco dentro de un óvalo rojo. El resto de la cola era azul, y las palabras Yugoslav Airlines figuraban en rojo en el fuselaje. Hubo diversas variaciones de esta librea en los 60, 70 y 80. El cambio más significativo consistió en los primeros Boeing 737-300 recibidos entonces, que tenían un fuselaje plateado.

### JAT Yugoslav Airlines
Con la llegada de los 90, Jat volvió a cambiar el aspecto de sus aviones. Incluso durante esa década Jat mantuvo la librea comunista, curioso si se tiene en cuenta que gran parte del comunismo en la Europa Oriental cayó entre 1990 y 1991. Todos los aviones fueron repintados dejando en la cola una figura azul, blanca y roja (los colores de la enseña nacional) semejante a una llama. Al principio las siglas JAT aparecían en el fuselaje escrita en letras de molde azules junto con las palabras Jugoslovenski Aero Transport, escritas en itálica plateada. Más tarde, la librea fue modificada cambiando Jugoslovenski Aero Transport por las palabras Yugoslav Airlines tiles en letras pequeñas y negras de molde. El DC-10 que permanecía en funcionamiento tenía escrito Yugoslav Airlines en cursiva sobre un fuselaje plateado. También se modificó el logotipo de la compañía, que pasó del óvalo a la llama.

### Jat Airways
En 2003 la aerolínea cambió su nombre a Jat Airways, y el Estado decidió sacar a concurso el nuevo diseño para librea y logotipo. La propuesta ganadora consistía en 3 puntos en la cola de color azul, rojo y azul, mientras que en el fuselaje figuraba en grandes letras Jat Airways, con Jat de color rojo y Airways en azul. El nuevo logo tenía las palabras Jat Airways escritas junto con los 3 puntos antes citados. Jat Airways solamente pintó un aparato con estos nuevos colores, un Boeing 737-300 de matrícula YU-ANJ.
Jat comenzó a pintar todas sus aeronaves de blanco en 2006, quedando la mayoría de ese color con un pequeño logotipo de Jat Airways. En diciembre de 2006 la aerolínea decidió volver a su librea de puntos. Durante el mes julio de 2007 13 aparatos fueron repintados con una librea ligeramente diferente. Tiene los puntos en la cola, pero se mantiene el nombre en pequeño en lugar de la gran tipografía de la versión anterior. Se planea que todos los aviones sean pintados de este modo.

### Air Serbia
En 1 de agosto de 2013, Jat Airways y Etihad Airways firmaron un acuerdo de asociación estratégica. Etihad adquirió una participación del 49% en Jat Airways, así como los derechos de gestión por un período de cinco años. El Gobierno de Serbia conservará el 51% y mantendrá cinco de los nueve asientos del comité de vigilancia de la empresa. Jat Airways fue reorganizada y rebautizada como Air Serbia en octubre de 2013, realizando su vuelo inaugural bajo su nuevo nombre el 26 de octubre de 2013, de Belgrado a Abu Dhabi. 
El primer Airbus A319 fue nombrado en honor al tenista serbio Novak Djokovic, y el primer Airbus A320 recibió el nombre del jugador profesional de baloncesto Vlade Divac.

## Servicios

### Jat Catering
Jat Catering proporciona servicios de cáterin a Jat Airways. La empresa, participada por la aerolínea, se convirtió en independiente en 2005. De todos modos sigue manteniendo fuertes lazos con Jat y utiliza su mismo logotipo. Las instalaciones de Jat Catering se encuentran en el área industrial del Aeropuerto Internacional Nikola Tesla de Belgrado.
Jat Catering proporcionó los servicios de cáterin al Eurobasket 2005 celebrado en Belgrado. También ofrece servicios a diversas compañías que vuelan desde Belgrado:
- Aeroflot
- Air France
- Jat Airways
- Olympic Airlines
- Swiss International Air Lines

Para las aerolíneas comerciales la empresa cocina menús especiales para vegetarianos, niños y veganos.

### A bordo
La cabina de las aeronaves de Jat Airways se divide en dos clases. En los aparatos Boeing Jat posee una clase business y otra económica. En los ATR-72 también ofrece dos clases, solamente que en este caso la clase business se sitúa en la cola del avión. Todos los pasajeros reciben una copia gratuita de la revista “Jat Airways Review”. Todas las comidas y bebidas disponibles durante el vuelo son libres de impuestos (duty-free).
- Jat Economy Class

Incluye una copia de la revista Jat Airways Review Magazine, asientos reclinables de tela y mesas plegables.

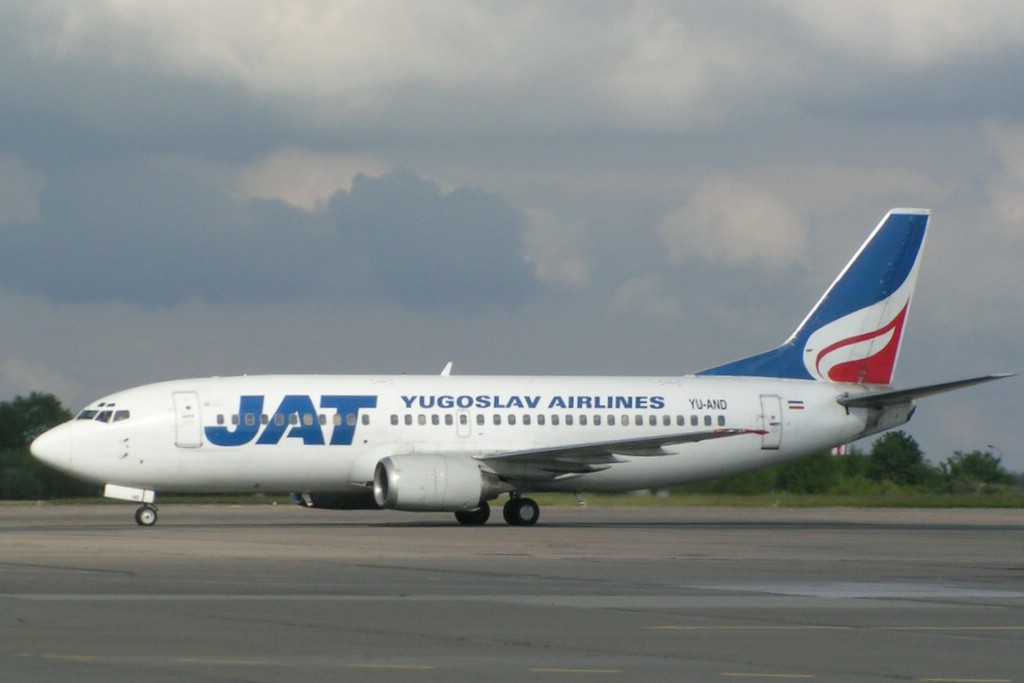
737-300 de JAT

- Jat Business Class

Incluye una copia de la revista Jat Airways Review Magazine, grandes asientes reclinables de cuero y mesas plegables.

### Programa de fidelidad
"A Trip More" es el nombre del programa de fidelidad de Jat Airways. Si los pasajeros realizan con Jat 5 vuelos internacionales de ida y vuelta o 10 solo de ida en un periodo de 12 meses ganan otro viaje de ida y vuelta a donde deseen.
Los pasajeros de Jat Airways que participen en el programa de fidelidad de Lufthansa "Miles & More" pueden ganar millas volando con Jat Airways en determinadas rutas entre Serbia y Alemania.

### Chárteres
Jat Airways organiza vuelos chárter individuales y en grupo tanto domésticos como internacionales con cualquiera de aviones. Los usuarios de este servicio incluyen agencias de viaje, equipos deportivos, grupos artísticos así como participantes en congresos y ferias. La mayor parte de estos vuelos son fletados por agencias de viaje hacia los complejos vacacionales de Grecia y Turquía.

### Carga
Jat Airways ofrece servicios de carga a todos los destinos de su red, realizando además vuelos dedicados a Podgorica y Tivat en Montenegro. Aunque Jat también opera vuelos de pasajeros a estas ciudades, la elevada demanda del servicio ha llevado a añadirlos.

### Jat Technics
Pese a ser una compañía independiente, Jat Technics es una importante empresa de servicios y mantenimiento de aeronaves encargada, además de la flota de Jat, de la de otras aerolíneas como CSA Czech Airlines y Transaero.

## Destinos

### Destinos actuales
| Países               | Destinos          | Aeropuertos                                                     | Notas                         |
| África               | África            | África                                                          | África                        |
| -------------------- | ----------------- | --------------------------------------------------------------- | ----------------------------- |
| Egipto               | Hurgada           | Aeropuerto Internacional de Hurghada                            | Chárter estacional            |
| Egipto               | Marsa Alam        | Aeropuerto Internacional de Marsa Alam                          | Chárter estacional            |
| Egipto               | Marsa Matruh      | Aeropuerto Internacional de Marsa Matruh                        | Chárter estacional            |
| Egipto               | Sharm el-Sheij    | Aeropuerto Internacional de Sharm el-Sheij                      | Chárter estacional            |
| Túnez                | Monastir          | Aeropuerto Internacional de Monastir-Habib Burguiba             | Chárter estacional            |
| Asia                 |                   |                                                                 |                               |
| China                | Cantón            | Aeropuerto Internacional de Cantón-Baiyun                       |                               |
| China                | Shanghái          | Aeropuerto Internacional de Shanghái-Pudong                     |                               |
| Rusia                | Kazán             | Aeropuerto Internacional de Kazán                               | Inicia el 3 de abril de 2025  |
| Rusia                | Moscú             | Aeropuerto Internacional de Moscú-Sheremétievo                  |                               |
| Rusia                | San Petersburgo   | Aeropuerto Internacional de Púlkovo                             |                               |
| Turquía              | Ankara            | Aeropuerto Internacional Esenboğa                               |                               |
| Turquía              | Antalya           | Aeropuerto de Antalya                                           | Chárter estacional            |
| Turquía              | Bodrum/Milas      | Aeropuerto de Milas-Bodrum                                      | Chárter estacional            |
| Turquía              | Dalaman           | Aeropuerto de Dalaman                                           | Chárter estacional            |
| Turquía              | Gazipaşa/Alanya   | Aeropuerto de Gazipaşa-Alanya                                   | Chárter estacional            |
| Turquía              | Estambul          | Aeropuerto de Estambul                                          |                               |
| Turquía              | Esmirna           | Aeropuerto de Esmirna-Adnan Menderes                            | Estacional                    |
| América              |                   |                                                                 |                               |
| Estados Unidos       | Chicago           | Aeropuerto Internacional O'Hare                                 |                               |
| Estados Unidos       | Nueva York        | Aeropuerto Internacional John F. Kennedy                        |                               |
| Europa               |                   |                                                                 |                               |
| Alemania             | Berlín            | Aeropuerto de Berlín-Branderburgo Willy Brandt                  |                               |
| Alemania             | Düsseldorf        | Aeropuerto Internacional de Düsseldorf                          |                               |
| Alemania             | Frankfurt         | Aeropuerto de Fráncfort del Meno                                |                               |
| Alemania             | Hamburgo          | Aeropuerto de Hamburgo                                          |                               |
| Alemania             | Hannover          | Aeropuerto de Hannover                                          |                               |
| Alemania             | Lautzenhausen     | Aeropuerto de Fráncfort-Hahn                                    |                               |
| Alemania             | Múnich            | Aeropuerto Internacional de Múnich-Franz Josef Strauss          |                               |
| Alemania             | Núremberg         | Aeropuerto de Núremberg                                         |                               |
| Alemania             | Stuttgart         | Aeropuerto de Stuttgart                                         |                               |
| Albania              | Tirana            | Aeropuerto Internacional Madre Teresa                           |                               |
| Austria              | Salzburgo         | Aeropuerto de Salzburgo                                         |                               |
| Austria              | Viena             | Aeropuerto de Viena-Schwechat                                   |                               |
| Bélgica              | Bruselas          | Aeropuerto de Bruselas                                          |                               |
| Bosnia y Herzegovina | Bania Luka        | Aeropuerto Internacional de Bania Luka                          |                               |
| Bosnia y Herzegovina | Mostar            | Aeropuerto de Mostar                                            |                               |
| Bosnia y Herzegovina | Sarajevo          | Aeropuerto Internacional de Sarajevo                            |                               |
| Bulgaria             | Sofía             | Aeropuerto de Sofía                                             |                               |
| Bulgaria             | Varna             | Aeropuerto de Varna                                             | Estacional                    |
| Chipre               | Lárnaca           | Aeropuerto Internacional de Lárnaca                             |                               |
| Croacia              | Dubrovnik         | Aeropuerto de Dubrovnik                                         | Estacional                    |
| Croacia              | Pula              | Aeropuerto de Pula                                              | Estacional                    |
| Croacia              | Rijeka            | Aeropuerto de Rijeka                                            | Estacional                    |
| Croacia              | Split             | Aeropuerto de Split                                             | Estacional                    |
| Croacia              | Zadar             | Aeropuerto de Zadar                                             | Estacional                    |
| Croacia              | Zagreb            | Aeropuerto de Zagreb                                            |                               |
| Dinamarca            | Copenhague        | Aeropuerto de Copenhague-Kastrup                                |                               |
| Eslovenia            | Liubliana         | Aeropuerto de Liubliana                                         |                               |
| España               | Barcelona         | Aeropuerto Josep Tarradellas Barcelona-El Prat                  |                               |
| España               | Madrid            | Aeropuerto Adolfo Suárez Madrid-Barajas                         |                               |
| España               | Málaga            | Aeropuerto de Málaga-Costa del Sol                              |                               |
| España               | Palma de Mallorca | Aeropuerto de Palma de Mallorca                                 | Estacional                    |
| España               | Valencia          | Aeropuerto de Valencia                                          |                               |
| Francia              | Lyon              | Aeropuerto de Lyon-Saint Exupéry                                |                               |
| Francia              | Niza              | Aeropuerto Internacional de Niza-Costa Azul                     |                               |
| Francia              | París             | Aeropuerto de París-Charles de Gaulle                           |                               |
| Grecia               | Atenas            | Aeropuerto Internacional Eleftherios Venizelos                  |                               |
| Grecia               | Cefalonia         | Aeropuerto Internacional de Cefalonia                           | Chárter estacional            |
| Grecia               | Corfú             | Aeropuerto Internacional de Corfú-Ioannis Kapodistrias          | Estacional                    |
| Grecia               | Cos               | Aeropuerto Internacional de Kos-Hipócrates                      | Estacional                    |
| Grecia               | Creta             | Aeropuerto Internacional de La Canea                            | Estacional                    |
| Grecia               | Heraclión         | Aeropuerto Internacional de Heraclión Nikos Kazantzakis         | Estacional                    |
| Grecia               | Kavala            | Aeropuerto Internacional de Kavala                              | Chárter estacional            |
| Grecia               | Miconos           | Aeropuerto Nacional de Miconos                                  | Inicia el 6 de junio de 2025  |
| Grecia               | Mitilene          | Aeropuerto Internacional de Mitilene                            | Chárter estacional            |
| Grecia               | Préveza           | Aeropuerto Nacional de Aktion                                   | Chárter estacional            |
| Grecia               | Rodas             | Aeropuerto Internacional de Rodas-Diágoras                      | Estacional                    |
| Grecia               | Salónica          | Aeropuerto Internacional Macedonia                              |                               |
| Grecia               | Samos             | Aeropuerto Internacional de Samos                               |                               |
| Grecia               | Scíathos          | Aeropuerto Internacional de Scíathos - Alexandros Papadiamantis | Chárter estacional            |
| Grecia               | Zante             | Aeropuerto Internacional de Zante                               | Chárter estacional            |
| Hungría              | Budapest          | Aeropuerto de Budapest-Ferenc Liszt                             |                               |
| Italia               | Alguer            | Aeropuerto de Alguer-Fertilia                                   | Inicia el 10 de junio de 2025 |
| Italia               | Bari              | Aeropuerto de Bari-Palese                                       | Estacional                    |
| Italia               | Bolonia           | Aeropuerto de Bolonia                                           |                               |
| Italia               | Catania           | Aeropuerto de Catania-Fontanarossa                              |                               |
| Italia               | Florencia         | Aeropuerto de Florencia                                         | Inicia el 18 de abril de 2025 |
| Italia               | Milán             | Aeropuerto de Milán-Malpensa                                    |                               |
| Italia               | Nápoles           | Aeropuerto de Nápoles-Capodichino                               | Estacional                    |
| Italia               | Palermo           | Aeropuerto de Palermo-Punta Raisi                               | Estacional                    |
| Italia               | Rímini            | Aeropuerto de Rímini                                            |                               |
| Italia               | Roma              | Aeropuerto de Roma-Fiumicino                                    |                               |
| Italia               | Venecia           | Aeropuerto Internacional Marco Polo                             |                               |
| Macedonia del Norte  | Ohrid             | Aeropuerto de Ohrid San Pablo Apóstol                           | Estacional                    |
| Macedonia del Norte  | Skopie            | Aeropuerto de Skopie                                            |                               |
| Malta                | La Valeta         | Aeropuerto Internacional de Malta                               |                               |
| Montenegro           | Podgorica         | Aeropuerto de Podgorica                                         |                               |
| Montenegro           | Tivat             | Aeropuerto de Tivat                                             |                               |
| Noruega              | Oslo              | Aeropuerto de Oslo-Gardermoen                                   |                               |
| Polonia              | Cracovia          | Aeropuerto de Cracovia-Juan Pablo II                            |                               |
| Portugal             | Lisboa            | Aeropuerto de Lisboa                                            |                               |
| Portugal             | Oporto            | Aeropuerto de Oporto-Francisco Sá Carneiro                      |                               |
| República Checa      | Praga             | Aeropuerto de Praga                                             |                               |
| Rumania              | Bucarest          | Aeropuerto Internacional de Bucarest-Henri Coandă               |                               |
| Serbia               | Belgrado          | Aeropuerto de Belgrado-Nikola Tesla                             | Hub principal                 |
| Serbia               | Kraljevo          | Aeropuerto del Morava                                           | Hub secundario                |
| Serbia               | Niš               | Aeropuerto de Niš Constantino el Grande                         | Hub secundario                |
| Suecia               | Estocolmo         | Aeropuerto de Estocolmo-Arlanda                                 |                               |
| Suecia               | Gotemburgo        | Aeropuerto de Gotemburgo-Landvetter                             |                               |
| Suiza                | Zúrich            | Aeropuerto Internacional de Zúrich                              |                               |
| Reino Unido          | Londres           | Aeropuerto de Londres-Heathrow                                  |                               |

### Antiguos destinos
| Países    | Destinos        | Aeropuertos                                   |
| África    | África          | África                                        |
| --------- | --------------- | --------------------------------------------- |
| Egipto    | El Cairo        | Aeropuerto Internacional de El Cairo          |
| Asia      |                 |                                               |
| China     | Tianjin         | Aeropuerto Internacional de Tianjin-Binhai    |
| EAU       | Abu Dabi        | Aeropuerto Internacional Zayed                |
| Israel    | Tel Aviv        | Aeropuerto Internacional Ben Gurión           |
| Jordania  | Amán            | Aeropuerto Internacional Reina Alia           |
| Líbano    | Beirut          | Aeropuerto Internacional Rafic Hariri         |
| Rusia     | Krasnodar       | Aeropuerto Internacional de Krasnodar         |
| Rusia     | Rostov del Don  | Aeropuerto Internacional Platov               |
| Rusia     | Sochi           | Aeropuerto Internacional de Sochi             |
| Europa    |                 |                                               |
| Alemania  | Berlín          | Aeropuerto de Berlín-Tegel                    |
| Alemania  | Colonia/Bonn    | Aeropuerto de Colonia/Bonn                    |
| Alemania  | Friedrichshafen | Aeropuerto de Friedrichshafen                 |
| Alemania  | Karlsruhe       | Aeropuerto de Karlsruhe-Baden Baden           |
| Finlandia | Helsinki        | Aeropuerto de Helsinki-Vantaa                 |
| Francia   | Marsella        | Aeropuerto de Marsella-Provenza               |
| Italia    | Trieste         | Aeropuerto de Trieste - Friuli Venezia Giulia |
| Moldavia  | Chisináu        | Aeropuerto Internacional de Chisináu          |
| Polonia   | Varsovia        | Aeropuerto de Varsovia-Chopin                 |
| Suiza     | Ginebra         | Aeropuerto Internacional de Ginebra           |
| Ucrania   | Kiev            | Aeropuerto Internacional de Borýspil          |
| Ucrania   | Leópolis        | Aeropuerto Internacional de Leópolis          |

## Flota

### Flota actual
La flota actual de Air Serbia está compuesta por las siguientes aeronaves:
| Aeronaves       | En servicio | Pedidos | Pasajeros                                          | Pasajeros                                          | Pasajeros                                          | Matrículas                                         | Antigüedad                                         |
| Aeronaves       | En servicio | Pedidos | C                                                  | Y                                                  | Total                                              | Matrículas                                         | Antigüedad                                         |
| --------------- | ----------- | ------- | -------------------------------------------------- | -------------------------------------------------- | -------------------------------------------------- | -------------------------------------------------- | -------------------------------------------------- |
| Airbus A319-132 | 10          | —       | —                                                  | 144                                                | 144                                                | YU-APK                                             | 21,9 años                                          |
| Airbus A319-132 | 10          | —       | —                                                  | 144                                                | 144                                                | YU-APA                                             | 20,9 años                                          |
| Airbus A319-132 | 10          | —       | —                                                  | 144                                                | 144                                                | YU-APB                                             | 20,9 años                                          |
| Airbus A319-132 | 10          | —       | —                                                  | 144                                                | 144                                                | YU-APD                                             | 20,7 años                                          |
| Airbus A319-132 | 10          | —       | —                                                  | 144                                                | 144                                                | YU-APC                                             | 19,7 años                                          |
| Airbus A319-132 | 10          | —       | —                                                  | 144                                                | 144                                                | YU-APE                                             | 17,9 años                                          |
| Airbus A319-132 | 10          | —       | —                                                  | 144                                                | 144                                                | YU-APF                                             | 17,7 años                                          |
| Airbus A319-132 | 10          | —       | —                                                  | 144                                                | 144                                                | YU-APN                                             | 16,2 años                                          |
| Airbus A319-132 | 10          | —       | —                                                  | 144                                                | 144                                                | YU-APL                                             | 15,2 años                                          |
| Airbus A319-132 | 10          | —       | —                                                  | 144                                                | 144                                                | YU-APM                                             | 15,2 años                                          |
| Airbus A320-232 | 3           | —       | —                                                  | 180                                                | 180                                                | YU-APH                                             | 19,6 años                                          |
| Airbus A320-232 | 3           | —       | —                                                  | 180                                                | 180                                                | YU-APS                                             | 14,2 años                                          |
| Airbus A320-232 | 3           | —       | —                                                  | 180                                                | 180                                                | YU-APO                                             | 10,6 años                                          |
| Airbus A330-243 | 4           | —       | 21                                                 | 236                                                | 257                                                | YU-ARB                                             | 16,6 años                                          |
| Airbus A330-243 | 4           | —       | 18                                                 | 250                                                | 268                                                | YU-ARC                                             | 14,1 años                                          |
| Airbus A330-243 | 4           | —       | 22                                                 | 240                                                | 262                                                | YU-ARD                                             | 11,6 años                                          |
| Airbus A330-243 | 4           | —       | 22                                                 | 240                                                | 262                                                | YU-ARE                                             | 11,2 años                                          |
| ATR 72-600      | 10          | —       | —                                                  | 72                                                 | 72                                                 | YU-ALZ                                             | 12,3 años                                          |
| ATR 72-600      | 10          | —       | —                                                  | 72                                                 | 72                                                 | YU-ASA                                             | 11,7 años                                          |
| ATR 72-600      | 10          | —       | —                                                  | 72                                                 | 72                                                 | YU-ASB                                             | 11,3 años                                          |
| ATR 72-600      | 10          | —       | —                                                  | 72                                                 | 72                                                 | YU-ASD                                             | 11,1 años                                          |
| ATR 72-600      | 10          | —       | —                                                  | 72                                                 | 72                                                 | YU-ASF                                             | 10,4 años                                          |
| ATR 72-600      | 10          | —       | —                                                  | 72                                                 | 72                                                 | YU-ALY                                             | 10,1 años                                          |
| ATR 72-600      | 10          | —       | —                                                  | 72                                                 | 72                                                 | YU-ASC                                             | 9,7 años                                           |
| ATR 72-600      | 10          | —       | —                                                  | 72                                                 | 72                                                 | YU-ASE                                             | 9,6 años                                           |
| ATR 72-600      | 10          | —       | —                                                  | 72                                                 | 72                                                 | YU-ALX                                             | 7,7 años                                           |
| ATR 72-600      | 10          | —       | —                                                  | 72                                                 | 72                                                 | YU-ALW                                             | 7,6 años                                           |
| Embraer E-195AR | 2           | —       | —                                                  | 118                                                | 118                                                | YU-ATB                                             | 16,8 años                                          |
| Embraer E-195AR | 2           | —       | —                                                  | 118                                                | 118                                                | YU-ATC                                             | 11,1 años                                          |
| Total           | 29          | —       | Edad media de la flota (julio de 2025): 14,3 años. | Edad media de la flota (julio de 2025): 14,3 años. | Edad media de la flota (julio de 2025): 14,3 años. | Edad media de la flota (julio de 2025): 14,3 años. | Edad media de la flota (julio de 2025): 14,3 años. |

### Flota histórica
| Aeronaves                        | Total | Introducido | Retirado | Matrículas |
| -------------------------------- | ----- | ----------- | -------- | --- |
| Aeroput MMS-3                    | 1     | 1936        | 1941     | YU-SAR |
| Amiot AAC.1                      | 1     | 1946        | 1951     | YU-BLM |
| Antonov An-28                    | 1     | 1990        | 1993     | SP-DDC |
| ATR 42-300                       | 3     | 1987        | 1990     | YU-ALM, YU-ALL y YU-ALK |
| ATR 72-200                       | 5     | 1990        | 2023     | YU-ALS, YU-ALN, YU-ALO, YU-ALP y YU-ALR                                                                                         |
| ATR 72-500                       | 4     | 2013        | 2023     | YU-ALU, YU-ALT, YU-ALV y YR-ACA                                                                                                 |
| Boeing 707                       | 10    | 1970        | 1990     | YU-AGH, N722PA, YU-AGA, N724PA, YU-AGI, YU-AGE, YU-AGG, YU-AGF, YU-AGJ y YU-AGD                                                 |
| Boeing 727-100                   | 2     | 1980        | 1980     | D-AHLL y D-AHLM |
| Boeing 727-200                   | 9     | 1974        | 2006     | YU-AKA, YU-AKB, YU-AKE, YU-AKF, YU-AKG, YU-AKI, YU-AKJ, YU-AKK y YU-AKL                                                         |
| Boeing 737-300                   | 13    | 1985        | 2022     | YU-AND, YU-ANF, YU-ANH, YU-ANI, YU-ANJ, YU-ANK, YU-ANL, YU-ANV, YU-ANW, YU-AON, YU-AOU, SX-LWA y YU-AOV                         |
| Boeing 737-400                   | 4     | 2002        | 2022     | YU-AOO, YU-AOR, YU-AOS y SX-MAM                                                                                                 |
| Boeing 737-800                   | 9     | 2023        | 2024     | LY-PMI, LY-KUA, LY-UNO, LY-LOC, LY-DUE, LY-MGM, LY-BBN, LY-TFS y LY-BUS                                                         |
| Bombardier CRJ-900               | 1     | 2019        | 2020     | ES-ACL |
| Breguet 19                       | 1     | 1934        | 1937     | YU-PCJ |
| Caudron C.440 Goéland            | 2     | 1937        | 1941     | YU-SAT y YU-SAU |
| Cessna 310                       | 1     | 1978        | ??       | YU-BLM |
| Convair CV-340                   | 2     | 1954        | 1956     | YU-ADA y YU-ADC |
| Convair CV-440                   | 9     | 1955        | 1976     | YU-ADM, YU-ADN, YU-ADL, YU-ADB, YU-ADP, YU-ADD, YU-ADR, YU-ADK y YU-ADO                                                         |
| De Havilland DH.60 Moth          | 1     | 1931        | 1941     | YU-SAI |
| De Havilland DH.80 Puss Moth     | 1     | 1931        | 1933     | YU-SAA |
| De Havilland DH.83 Fox Moth      | 1     | 1932        | 1941     | YU-SAK |
| De Havilland DH.89 Dragon Rapide | 1     | 1936        | 1941     | YU-SAS |
| Douglas DC-3/C-47                | 16    | 1947        | 1979     | YU-ABM, YU-ACD, YU-ABH, YU-ABW, YU-ACA, YU-ABA, YU-ABE, YU-ABU, YU-ABJ, YU-ACC, YU-ABC, YU-ABD, YU-ACB, YU-ABB, YU-ABG y YU-ABK |
| Douglas DC-6                     | 2     | 1958        | 1975     | YU-AFA y YU-AFB |
| Embraer E-190SR                  | 1     | 2023        | 2024     | SX-PTM |
| Farman F.190                     | 1     | 1937        | 1941     | YU-PEB |
| Farman F.300                     | 1     | 1930        | 1933     | YU-SAH |
| Ilyushin Il-14                   | 6     | 1956        | 1963     | YU-ADE, YU-ADF, YU-ADG, YU-ADH, YU-ADI y YU-ADO                                                                                 |
| Ilyushin Il-18                   | 1     | 1967        | 1968     | YU-AIB |
| Lockheed Modelo 10 Electra       | 8     | 1937        | 1941     | YU-SAV, YU-SBA, YU-SAZ, YU-SBB, YU-SBC, YU-SBD, YU-SBE y YU-SDA                                                                 |
| McDonnell Douglas DC-9           | 16    | 1969        | 2004     | I-DIKY, YU-AHL, YU-AHV, YU-AHM, YU-AHN, YU-AHO, YU-AHP, YU-AHT, YU-AHU, YU-AJH, YU-AJI, YU-AJJ, YU-AJK, YU-AJL, YU-AJN y YU-AJM |
| McDonnell Douglas DC-10          | 7     | 1978        | 2005     | YU-AMD, YU-AMC, TU-TAL, YU-AMA, YU-AMB, OO-SLA y OH-LHA                                                                         |
| Potez 29/2                       | 6     | 1928        | 1937     | YU-SAB, YU-SAC, YU-SAD, YU-SAE, YU-SAF y YU-SAG                                                                                 |
| Reims Skyhawk                    | 1     | 1979        | ??       | YU-DCP |
| ROMBAC 1-11                      | 1     | 1989        | 1991     | YR-BRA |
| Spartan Cruiser                  | 3     | 1933        | 1941     | YU-SAN, YU-SAP y YU-SAO |
| Sud Aviation Caravelle           | 8     | 1963        | 1978     | YU-AHB, YU-AHA, YU-AHD, YU-AJG, YU-AHE, YU-AHF, YU-AHG y YU-AHK                                                                 |

## Miscelánea
- Jat Airways fue el primer operador del Boeing 737-300 en Europa. Llegó al Aeropuerto Internacional Nikola Tesla de Belgrado el 8 de agosto de 1985 como YU-AND.
- En 2004 IATA destacó a Jat Airways como una de las aerolíneas más seguras de Europa.
- Vesna Vulović, ex-auxiliar de vuelo de JAT, ostenta el récord Guinnes a la mayor caída libre al sobrevivir después de caer 10.160 metros sin paracaídas luego de que en el avión en que volaba explotase una bomba.

## Incidentes y accidentes

### Incidentes
- 23 de noviembre de 1974: El McDonnell Douglas DC-9-32 YU-AJN de JAT se estrelló durante la maniobra de aproximación al Aeropuerto Internacional Nikola Tesla de Belgrado al perder contacto visual con la pista, tocando tierra casi 2 km antes. No hubo muertes entre los 50 pasajeros.

- 16 de agosto de 1980: El Boeing 707-340C YU-AGG se accidentó en el Aeropuerto de Estocolmo-Arlanda. Intentando aterrizar en la pista 26 de dicho aeropuerto durante una fuerte tormenta el aparato no consiguió frenar, acabando en el barro con varias ruedas dañadas y los motores llenos de fango.[12]

- 29 de mayo de 2007: El Boeing 737-300 YU-ANI de JAT realizaba el vuelo JU211 cuando tuvo que realizar un aterrizaje de emergencia en el Aeropuerto de Londres-Heathrow tras incendiarse un motor 5 minutos después de despegar hacia Belgrado. El capitán apagó el motor afectado y solicitó permiso para realizar la maniobra a las 1400 GMT, aterrizando a las 1414 GMT.[13]

### Accidentes
- 26 de enero de 1972: El McDonnell Douglas DC-9-32 YU-AHT de JAT fue destruido en vuelo mediante una bomba subida a bordo por terroristas croatas (Ustaša). De los 28 pasajeros y tripulantes a bordo del vuelo JU367 fallecieron 27, sobreviviendo al accidente nada más que la auxiliar de vuelo Vesna Vulović.[14]

- 11 de septiembre de 1973: Un Sud Aviation SE-210 Caravelle 6-N de matrícula YU-AHD se estrelló en el pico Babin Zub, en las montañas Sinjajevina cercanas a Podgorica. Fallecieron las 41 personas a bordo y de momento es el último suceso con pérdida de vidas.[7]